# Hermano da Silva Ramos
Hermano João da Silva Ramos, também conhecido como Nano da Silva Ramos (Paris, 7 de dezembro de 1925), é um ex-automobilista franco-brasileiro. É o piloto mais velho vivo que correu na Fórmula 1.
Foi o terceiro piloto brasileiro a correr na Fórmula 1. Filho de mãe francesa e de pai brasileiro, herdou do pai, piloto da Bugatti nos anos 30, a paixão pelo automobilismo. Com dupla nacionalidade (brasileira e francesa), nasceu na França e mudou-se para o Rio de Janeiro após a Segunda Guerra mundial. Nano disputou corridas em diversos campeonatos entre os anos de 1947 e 1960, incluindo 7 GPs de Fórmula 1 nas temporadas de 1955 e 1956, cinco Tour de France Auto (1953/1954/1957/1958/1959) e quatro participações nas 24 Horas de Le Mans (1954/1955/1956/1959), pilotando sempre por grandes marcas como MG, Gordini, Ferrari, Aston Martin, Maserati, Jaguar, Cooper, Lotus e Porsche.

## Carreira

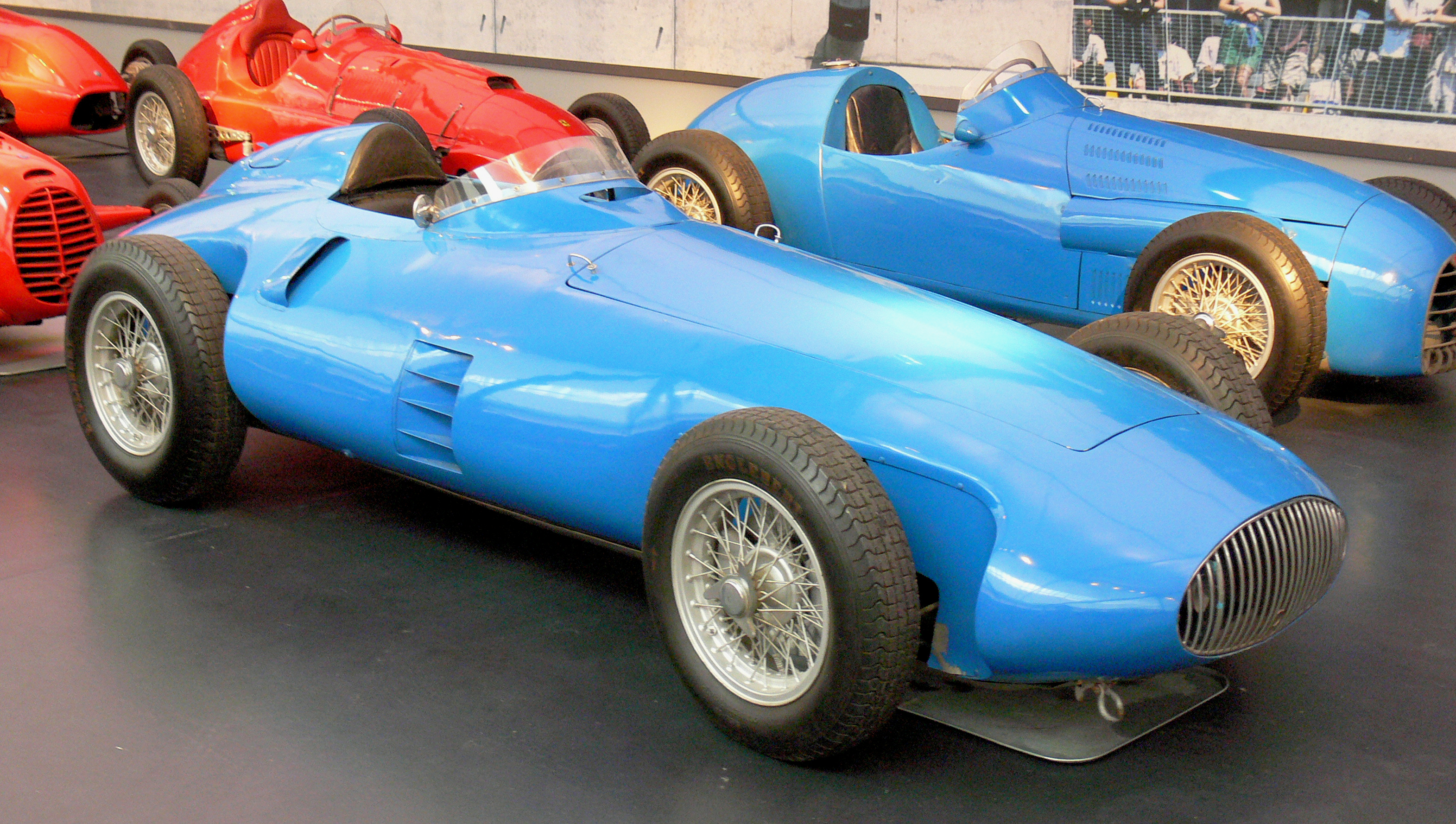
Nano da Silva Ramos estreou na Fórmula 1 com um Gordini T16 (carro azul no segundo plano)

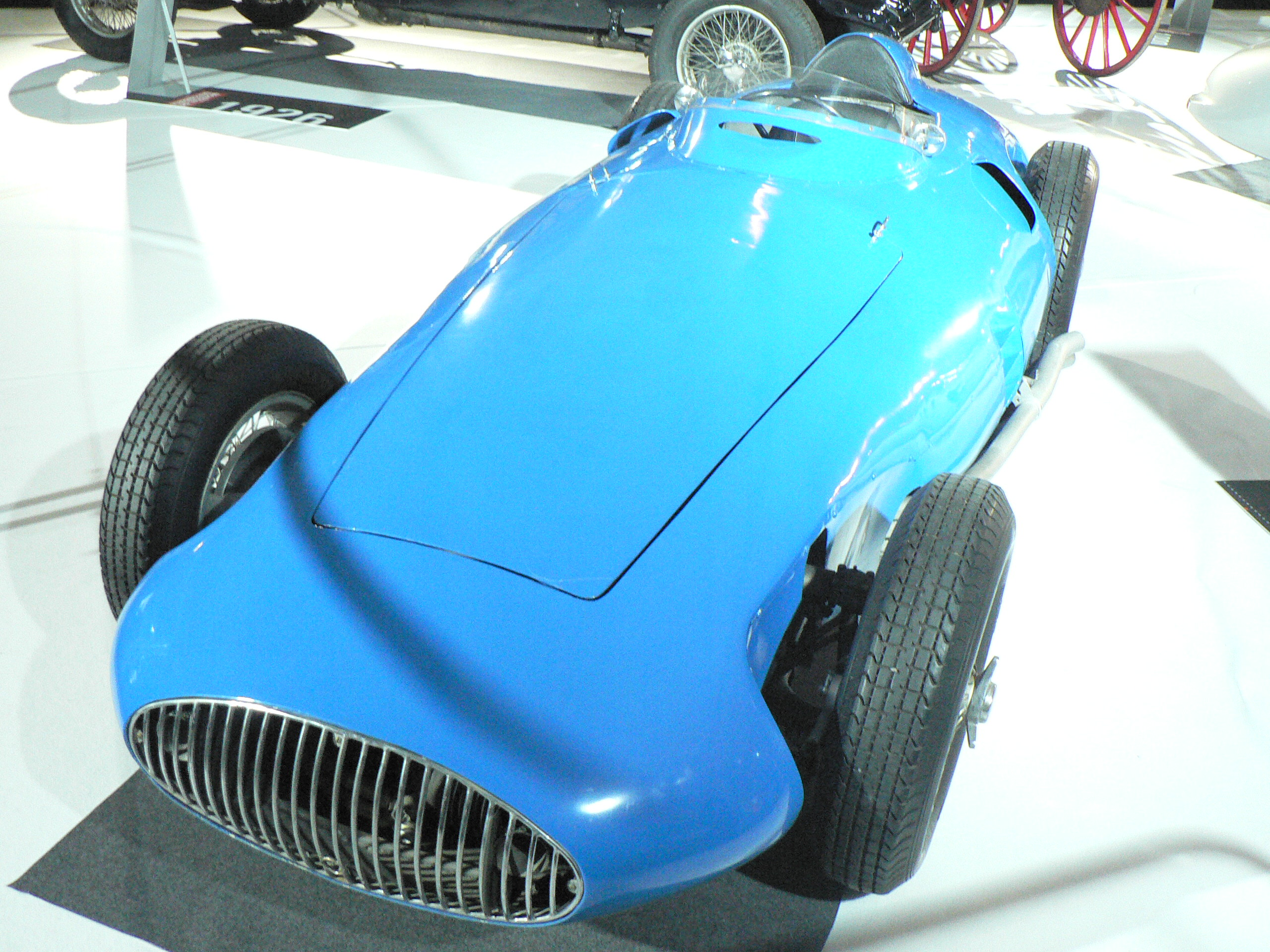
O último GP na Fórmula 1 foi com o Gordini T32

Sua carreira teve início em 30 de março de 1947 na primeira Prova Internacional de Interlagos/São Paulo para carros Grand Prix, com um carro esporte inglês, o MG TC. Nesta corrida, vencida pelo italiano Achille Varzi, seguido por Chico Landi e Gino Bianco, Nano teve problemas no carro e abandonou a prova. Aos 21 anos, Nano passou a disputar algumas corridas no Brasil por diversão. Após quase quatro anos morando no país, retornou à França e iniciou de vez sua carreira no automobilismo.
Em 1952 foi assistir a edição das 24 Horas de Le Mans como espectador e se apaixonou pelo Aston Martin DB2. Com vários amigos pilotos, resolveu comprar um modelo da marca inglesa e a começar a competir profissionalmente. Com o Aston Martin DB2, venceu o Rallye de Sable de 1953 no circuito de Le Mans. Em 1954 venceu o Torneio de Velocidade de Montlhéry, circuito situado perto de Paris, ficou em segundo lugar na Copa de Paris novamente em Montlhéry e no mês de junho tornou-se o primeiro piloto brasileiro a correr na histórica 24 Horas de Le Mans. Andou entre os primeiros de sua categoria antes de abandonar a prova com a suspensão quebrada.
Em 1955, após algumas atuações de destaque no automobilismo francês, foi convidado para correr na equipe oficial da Gordini. Das 32 corridas que disputou como piloto oficial da equipe francesa, venceu quatro (Paris Cup 1955, Montlhéry 1955/1956 e Tours 1956), disputou provas na Venezuela, Marrocos, Senegal e as 24 Horas de Le Mans de 1955 e 1956 com o modelo T23. Mas, o auge nas competições foram as 7 provas válidas pelo Mundial de Fórmula 1: três em 1955 e quatro em 1956. Nano terminou três corridas e abandonou em quatro, um resultado razoável tendo em vista a precariedade da equipe. “Os carros quebravam muito porque a Gordini não tinha dinheiro para comprar peças novas. A suspensão sempre dava problemas e às vezes até perdíamos as rodas. Era muito perigoso”, comenta.
Na Fórmula 1, Nano estreou no GP da Holanda de 1955, na 8ª colocação, onde o vencedor foi Juan Manuel Fangio, com um Mercedes. No entanto, seu melhor momento na categoria foi no GP de Mônaco de 1956. Nano chegou em 5º lugar conduzindo a Gordini T16 #6 e se tornou o segundo brasileiro a pontuar na categoria, depois que Chico Landi ficou em 4º lugar no GP da Argentina do mesmo ano. Na época, a corrida consistia em 100 voltas pelas ruas do principado. Hermano levou o carro até o final e marcou dois pontos em corrida vencida pelo inglês Stirling Moss, da Maserati.
Em maio de 1957, seu grande amigo das pistas, Alfonso de Portago, morreu em acidente nas Mil Milhas de Brescia (Itália), e deixou Nano bastante chocado com a tragédia. Nano avisou a equipe Gordini que não correria o GP de Mônaco de Fórmula 1 que seria disputado dias depois, pois ele a sua família estavam muito abalados e preocupados com a falta de segurança nas pistas. A decisão pôs fim a sua participação na Gordini. A última corrida pela equipe de Amédée Gordini foi no Grande Prêmio de Nápoles, prova em que teve que abandonar com problemas no freio na volta 14.
Em 1958, Nano voltou ao automobilismo nas categorias Turismo-Esporte e F2. Na F2 disputou duas provas pela equipe Cooper T45 de Alan Brown e obteve um segundo lugar no Grande Prêmio de Pau (França), atrás de Maurice Trintignant e sétimo lugar no Grande Prêmio de Reims (França). Na categoria Turismo-Esporte disputou uma corrida pela Lotus, as 3 Horas de Pau na qual saiu vencedor, e os bons resultados o levaram a assinar contrato com a Ferrari. Após um começo difícil, abandonou o Grande Prêmio de Pau ao errar um freada e bater no muro, Nano foi chamado a Maranello para conversar com Enzo Ferrari, então presidente da equipe, que disse: “Um dia disse à Farina que a coisa mais importante numa corrida é o piloto se manter na pista, a segunda é andar rápido. Não vou dizer isso uma segunda vez’’. Após o episódio, Nano obteve bons resultados: ganhou o Grande Prêmio de Spa (Bélgica) e ficou em terceiro lugar no Tour de France Auto e no Circuito d’Auvergne (França) sempre conduzindo uma 250 GT. Nas 12 Horas de Reims, Nano teve como companheiro de equipe Phil Hill, campeão mundial de Fórmula 1 em 1961, mas após uma pane no motor no final da corrida, conseguiram apenas a sétima posição.
Em 1959 disputou, mais uma vez, as 24 Horas de Le Mans, dessa vez a bordo de uma Ferrari 250 Testarossa, número 15, com o inglês Cliff Allison, seu companheiro de equipe. Com um carro que demonstrava um excelente desempenho, Nano fez o melhor tempo nos treinos classificatórios especiais, com velocidade média de 200 km/h, e foi destaque na primeira página do jornal francês Le Figaro. No entanto, o excelente desempenho nos treinos não foi o mesmo na corrida. O sonho de conquistar a vitória terminou após quatro horas de corrida quando Nano abandonou a prova com problemas no câmbio. Foi a primeira vez que os três carros da Ferrari que largaram não completaram as 24 Horas de Le Mans. Em setembro, pela categoria Turismo, Nano ganhou o Tour de France Auto com o Jaguar MK2. Pela equipe italiana Scuderia Centro Sud, com uma Maserati 250F, Nano participou de três provas não oficiais de Fórmula 1 e obteve seu melhor resultado em Aintree (Inglaterra), no XVI BARC 200 Grand Prix, onde conseguiu a quarta colocação.
A última corrida da carreira de Nano foi no Grande Prêmio do Rio de Janeiro, em novembro de 1960, numa prova para carros esporte disputada no circuito da Barra da Tijuca. Pilotando um Porsche RS 1500, Nano ficou na segunda posição atrás de Mário de Araújo Cabral, primeiro piloto português a correr na Formula 1. Aos 35 anos, Nano deixou o automobilismo, trabalhou na indústria audiovisual e imobiliária nos anos seguintes e hoje vive em Biarritz, no sul da Franca, com sua mulher Nelly.
Nano é membro ativo da Associação dos Ex-Pilotos de Grand Prix e comparece com alguma freqüência em homenagens e demonstrações de carros antigos. Convidado pela organização do Le Mans Classic, pilotou em julho de 2012, aos 86 anos, um MG 1936. No ano seguinte foi homenageado pela organização das 24 Horas de Le Mans e entrou para o hall da fama do circuito. Em 2014 foi novamente convidado para participar do Le Mans Classic, evento que será realizado no mês de julho. Aos 88 anos, Nano pilotará o mesmo carro que conduziu há 60 anos, um Aston Martin DB2.

## Resultados na F1
(legenda)
| Ano  | Equipe         | Chassi          | Motor      | 1   | 2       | 3   | 4   | 5       | 6         | 7         | 8         | Pontos | Posição  |
| ---- | -------------- | --------------- | ---------- | --- | ------- | --- | --- | ------- | --------- | --------- | --------- | ------ | -------- |
| 1955 | Equipe Gordini | Gordini Type 16 | Gordini L6 | ARG | MON     | 500 | BEL | NED 8 E | GBR Ret E | ITA Ret E |           | 0      | NC (34º) |
| 1956 | Equipe Gordini | Gordini Type 16 | Gordini L6 | ARG | MON 5 E | 500 | BEL |         |           |           |           | 2      | 21º      |
| 1956 | Equipe Gordini | Gordini Type 32 | Gordini L8 |     |         |     |     | FRA 8 E | GBR Ret E | GER       | ITA Ret E | 2      | 21º      |

## 24 Horas de Le Mans[4]
| Ano  | Equipe              | Nº | Co-Pilotos      | Chassi                     | Pneus | Classe | Voltas | Posição Geral | Posição Na Categoria |
| Ano  | Equipe              | Nº | Co-Pilotos      | Motor                      | Pneus | Classe | Voltas | Posição Geral | Posição Na Categoria |
| ---- | ------------------- | -- | --------------- | -------------------------- | ----- | ------ | ------ | ------------- | -------------------- |
| 1954 | Jean-Paul Colas     | 27 | Jean-Paul Colas | Aston Martin DB2/4 Vignale | D     | S 3.0  | 121    | DNF           | DNF                  |
| 1954 | Jean-Paul Colas     | 27 | Jean-Paul Colas | Aston Martin 2.9L I6       | D     | S 3.0  | 121    | DNF           | DNF                  |
| 1955 | Automobiles Gordini | 30 | Jacques Pollet  | Gordini T15S               | E     | S 3.0  | 145    | DNF           | DNF                  |
| 1955 | Automobiles Gordini | 30 | Jacques Pollet  | Gordini 2.0L I8            | E     | S 3.0  | 145    | DNF           | DNF                  |
| 1956 | Automobiles Gordini | 16 | André Guelfi    | Gordini T23S               | E     | S 3.0  | 90     | DNF           | DNF                  |
| 1956 | Automobiles Gordini | 16 | André Guelfi    | Gordini 2.5L I6            | E     | S 3.0  | 90     | DNF           | DNF                  |
| 1959 | Scuderia Ferrari    | 15 | Cliff Allison   | Ferrari 250 TR59           | D     | S 3.0  | 41     | DNF           | DNF                  |
| 1959 | Scuderia Ferrari    | 15 | Cliff Allison   | Ferrari 3.0L V12           | D     | S 3.0  | 41     | DNF           | DNF                  |